# La Vallée de la Lune
La Vallée de la Lune  (titre original : The Valley of the Moon) est un roman de Jack London paru en 1913.